# Станьково (платформа)
Ста́ньково (бел. Станькава) — железнодорожный остановочный пункт Минского отделения Белорусской железной дороги на линии Минск — Барановичи между станцией Койданово и остановочным пунктом Пятигорье. Платформы административно расположены в Дзержинском районе Минской области, в 1,3 километрах юго-восточнее деревни Шатилы, в 5,9 километрах севернее деревни Станьково.

## История
Остановочный пункт был построен и введён в эксплуатацию в 1951 году на железнодорожной магистрали Москва — Брест, построенной в 1871 году. До возведения нынешнего остановочного пункта, здесь существовало железнодорожное ответвление (строилось в 1869—1873 годах) до станции, расположенной в деревне Станьково, а также платформа, которой изначально было дано название «платформа Чапского», в честь Эмерика Гуттен-Чапского — проведшего железнодорожную ветку в своё имение. В 1957 году ответвление было разобрано, а рельсы использованы для прокладки трамвайных путей в Минске.
В 1975 году остановочный пункт был электрифицирован переменным током (~25 кВ) в составе участка Минск — Столбцы.
В 2019—2020 году на остановочном пункте были проведены работы по капитальному ремонту и модернизации, для дальнейшей организации перевозок пассажиров поездами городских линий между городом Минском и городом-спутником Дзержинском. На платформе асфальтное покрытие было заменено на тротуарную плитку, отремонтирован пассажирский павильон, заменены опоры и светильники, обустроены автомобильные площадки.

### Достопримечательности
На выходе с платформы в сторону деревни Шатилы расположена братская могила, где похоронены 5 советских воинов, которые погибли при освобождении деревни от немецких оккупантов в 1944 году, в 1975 году на месте захоронения установлен обелиск.

## Устройство станции
Остановочный пункт состоит из двух низких боковых платформ прямой формы, имеющих длину 220 метров. Пересечение железнодорожных путей и связь между платформами осуществляется по трём наземных пешеходным переходам. На платформе, с которой осуществляется посадка на пассажирские составы следующие в сторону Минска, расположена билетная касса и пассажирский павильон.

## Пассажирское сообщение
На платформах остановочного пункта ежедневно останавливаются семь пар электропоездов региональных линий экономкласса (пригородных электричек) до станции Барановичи-Полесские и столько же до станции Столбцы. Один утренний поезд проезжает платформу транзитом, без остановки. Время в пути до Минска составляет — 45 минут, до Столбцов — 55 минут, до Барановичей — в среднем 2 часа 20 минут.
Платформа расположена в отдалении от населённых пунктов, непосредственно возле станции расположена лишь небольшая деревня Цветково (немногим дальше деревни Марс и Юпитер). Также имеются пешеходная дорожка, с пересечением по подземному переходу трассы Р1 в направлении деревни Шатилы и агрогородка Петковичи. Деревня Станьково, по имени которой названа платформа находится в более чем 6,5 километрах и не используется тамошними жителями. В 600 метрах расположен автобусный остановочный пункт «Цветково», откуда отправляются два рейса в день по будням и субботам до деревни Крысово (по пути следования также Заболотье, Зосино, Магалевщина, Мигдаловичи и др.) и города Дзержинск.